# William Lyne
William Lyne (ur. 6 kwietnia 1844 w Apslawn, zm. 3 sierpnia 1913 w Sydney) – australijski polityk, w latach 1899–1901 premier Nowej Południowej Walii, a później członek kilku gabinetów federalnych Australii.

## Życiorys

### Pochodzenie i młodość
Pochodził z Tasmanii, gdzie jego ojciec był posiadaczem ziemskim i politykiem szczebla regionalnego. Jako chłopiec z zamożnej rodziny tylko część edukacji zdobył w szkole, resztę uzyskując dzięki lekcjom z prywatnym nauczycielem. Jako dwudziestolatek wyjechał do Queensland, gdzie uzyskał działkę, ale już po roku wrócił na rodzinną wyspę. Na dobre opuścił ją dziesięć lat później, kiedy to
osiadł w Nowej Południowej Walii. Podobnie jak jego ojciec, żył tam z dochodów z posiadanej ziemi.

### Kariera w Nowej Południowej Walii
W 1880 rozpoczął karierę polityczną, uzyskując miejsce w Zgromadzeniu Ustawodawczym Nowej Południowej Walii. Szybko związał się z Partią Protekcjonistyczną. Trzykrotnie pełnił stanowiska ministerialne w autonomicznym rządzie tej ówczesnej kolonii brytyjskiej, kierując resortami robót publicznych (dwukrotnie) oraz gospodarki ziemskiej. W 1895 został liderem opozycji, a cztery lata później – dzięki zawarciu nieformalnej koalicji z Partią Pracy – stanął na czele rządu kolonii. W okresie prac nad konstytucją przyszłego Związku Australijskiego Lyne dał się poznać jako nieprzejednany przeciwnik jego powstania.

### Kariera na szczeblu federalnym
Wbrew jego stanowisku, w 1900 zapadła ostateczna decyzja o utworzeniu związku, którego oficjalna inauguracja została zaplanowana na 1 stycznia 1901 roku. W czasie przygotowań do tego wydarzenia, w grudniu 1900, lord Hopetoun – który miał zostać pierwszym gubernatorem generalnym Australii – nominował Lyne'a na pierwszego premiera federalnego. Uważał, że był do tego uprawniony jako premier największej z sześciu kolonii, które miały wejść w skład Związku. Nominacja spotkała się z bardzo negatywnym przyjęciem innych czołowych polityków, którzy stanowczo odmówili wejścia do gabinetu premiera, który tak niedawno zwalczał ideę Związku. W tej sytuacji Lyne zrezygnował z misji tworzenia rządu, a ostatecznie pokierował nim Edmund Barton.
Lyne wszedł do gabinetu Bartona jako minister spraw wewnętrznych. W tym okresie jego resort przygotował i przeprowadził przez parlament m.in. ustawę przyznającą kobietom prawa wyborcze. W 1903 przeszedł na stanowisko ministra handlu i ceł, które pełnił później też w pierwszym, drugim i trzecim gabinecie Deakina. W 1907 został z kolei ministrem skarbu. Nie wszedł do czwartego gabinetu Deakina, ponieważ uważał poprzedzające jego powstanie połączenie Partii Protekcjonistycznej i Partii Wolnego Handlu (co dało początek Związkowej Partii Liberalnej) za zdradę protekcjonistycznych ideałów. Od 1910 zasiadał w parlamencie jako poseł niezrzeszony, blisko jednak związany z Partią Pracy. Cały czas reprezentował okręg wyborczy Hume Stracił swój mandat parlamentarny w 1913 roku. Zmarł kilka miesięcy później na przedmieściach Sydney.

### Odznaczenia
Od 1900 był kawalerem Orderu św. Michała i św. Jerzego klasy Rycerz Komandor, co dawało mu prawo do posługiwania się tytułem Sir.